# Sciurocheirus alleni
Sciurocheirus alleni (галаго Аллена) — вид лоріподібних приматів родини Галагові (Galagidae).

## Поширення
Вид поширений в Анголі, Камеруні, Центральноафриканській Республіці, Республіці Конго, Екваторіальній Гвінеї, Габоні, Нігерії. Його природним середовищем проживання є субтропічні або тропічні сухі ліси.

## Опис
Довжина тіла разом з головою 185-205 мм, хвоста 230-80 мм, Вага 188-340 г. Спина забарвлена у темно-рудий або коричневий колір, груди, черевце і стегна світліші.

## Спосіб життя
У Габоні його зустрічали на деревах на висоті 1-2 м над землею, цілими днями він спить у дуплі одного з улюблених дерев у межах своєї території. Щільність заселення 50-117 галаго на кв.км. При цьому самки займають володіння 3,9-16,6 га, а самці 17-50 га. Дорослі самці агресивні при охороні території, хоча допускають у свої володіння самок, з якими іноді разом сплять, але завжди харчуються роздільно. Молоді самці не залишаються довго в одному місці. Самка розмножується раз на рік, шлюбний сезон в Конго спостерігається у вересні-жовтні і січні-лютому, потомство народжується цілий рік з піком народжень у січні-квітні, коли фрукти та комахи в достатку. Вагітність 133 днів. Новонароджений важить 5-10 г і перші дні життя проводить в гнізді, потім самка забирає його і тягає з собою, залишаючи в листі, поки вона годується, а вранці повертає в гніздо. У місячному віці дитинча здатний слідувати за матір'ю, але іноді вона його несе на собі. У природних умовах живуть до 8 років.